# Triteleia solita
Triteleia solita är en stekelart som först beskrevs av Alan Parkhurst Dodd 1933.  Triteleia solita ingår i släktet Triteleia och familjen Scelionidae. Inga underarter finns listade i Catalogue of Life.